# 河合義和
河合 義和（かわい よしかず、1927年7月6日 - ）。日本の憲法学者、行政法学者。東京生まれ。

## 略歴
- 東京大学法学部（旧制）卒
- 国立大学教官等を経て、1975年以降日本大学（大学院・法学部）教授（2013年現在退職）

## 研究分野
- 公法学（憲法、行政法）

## 主要著書
- 『近代憲法の成立と自治権思想』（勁草書房）
- 『公害法体系-法と行政の接点-』（丸善発売）
- 『憲法の理念と行政法の現実』（評論社）
- 『行政法の憲法史的課題』（法律文化社）1984
- 『現代憲法の視点と論理』（勁草書房）1990
- 『情報の自由と脱社会主義』（多賀出版）1995

## 学説
行政法においては、いわゆる通説行政法の、日本国憲法下における帝国憲法下の行政法理論の温存の事実がある、と批判している。（日本行政法理論の建前と本音、表と裏という言葉で指摘）それは、すなわち、主権在民と基本的人権の尊重を高らかに謳った日本国憲法と”通説行政法理論”の実態の矛盾を指摘している。つまり、伝統的なドイツ行政法の思考法の枠組みが継続しているのではないかという論点。（行政法の憲法史的課題より）
また、一方において、80年代後半の中曽根康弘首相が日本国憲法に対しても、自由に議論すべきだと発言したことに対しては、重要な発言であったと評価している。